# San Damiano Macra
Pour les articles homonymes, voir San Damiano.
San Damiano Macra (en français Saint-Damian) est une commune de la province de Coni dans le Piémont en Italie.

## Histoire
Dans la chapelle du cimetière de Pagliero, une plaque romaine daterait de Caracalla (Ier siècle), témoignant de la présence dans la vallée de la tribù Pollia. Dans la première moitié du XIXe siècle, près de la chapelle du cimetière, on a aussi retrouvé deux pièces de monnaie de l'époque de l'empereur Nerva. La plaque est l'un des trois documents en pierre qui témoignent de la présence de Rome en Val Maira.
En 1600 lors de la guerre franco-savoyarde, Saint-Damian fut prise par les troupes françaises.
La commune a fait partie de l'arrondissement de Coni durant l'Empire napoléonien.

## Administration
| Période                                  | Période  | Identité        | Étiquette | Qualité |
| ---------------------------------------- | -------- | --------------- | --------- | ------- |
| 14 juin 2004                             | En cours | Michele Garnero |           |         |
| Les données manquantes sont à compléter. |          |                 |           |         |

### Communes limitrophes
Cartignano, Castelmagno, Celle di Macra, Dronero, Frassino, Macra, Melle, Roccabruna, Sampeyre.